# Metro de Harbin
El Metro de Harbin (en chino simplificado, 哈尔滨地铁; pinyin, Hā'ěrbīn Dìtiě) es un sistema de transporte ferroviario metropolitano de la ciudad china de Harbin, capital de la provincia de Heilongjiang. Inició su funcionamiento en 2013, con una sola línea de 17.47 km de longitud y que cuenta con 17 líneas. El sistema se encuentra en expansión.

## Historia
La construcción de un sistema de metro en Harbin fue aprobado por el Consejo de Estado en 2005. La inversión inicial se estimó en un costo de USD 643 millones de dólares. El proyecto fue encabezado por la Construcción del Metro del Gobierno Popular Municipal de Harbin, que estableció una Oficina de Construcción de Tráfico de Pista dirigida por la comisión de construcción de la ciudad. En 2006, se llevó a cabo una "Ceremonia de Iniciación del Proyecto de Prueba del Metro de Harbin", que significa la implementación real del proyecto de la Línea 1 de Harbin. Los constructores hicieron uso de un  túnel de defensa aérea de 10.1 km, construido en la década de 1970 como parte de la defensa aérea civil "7381", que forma parte de la línea 1.
La construcción de la Línea 1 comenzó por segunda vez el 29 de septiembre de 2009 y luego se detuvo y comenzó por tercera vez en marzo de 2010. En marzo de 2011, se firmó el contrato de vagones para la primera línea con Changchun Railway Vehicles co. ltd. La fecha prevista para la apertura de la primera línea de 18 estaciones se estableció a finales de 2012. Finalmente fue inaugurada el 26 de septiembre de 2013. El 26 de enero de 2017, la Fase I de la Línea 3 se abrió para la operación.

## Líneas
| Línea | Inauguración   | Recorrido actual                                                    | Construcción | Construcción | Estaciones | Longitud en km |
| Línea | Inauguración   | Recorrido actual                                                    | Inicio       | Extensión    | Estaciones | Longitud en km |
| ----- | -------------- | ------------------------------------------------------------------- | ------------ | ------------ | ---------- | -------------- |
|       | 2013 (11 años) | Harbin East Railway Station - Xinjiang Street (Daowai) - (Pingfang) | 2013         | 2019         | 23         | 26.05          |
|       | 2017 (8 años)  | Harbinxizhan - Yidaeryuan (Nangang) - (Nangang)                     | 2017         | —            | 04         | 5.45           |

## Futuras líneas
Después de la Línea 1 (roja), se abrirán dos líneas más: la Línea 2 (el color oficial es verde, que se muestra en el mapa de arriba como violeta) de este a noroeste con 17 estaciones y la Línea 3 (naranja) con 32 estaciones. En la planificación a largo plazo, 5 líneas con una longitud total de 143 km podrían completarse.
| Línea             | Sección          | Inauguración           | Recorrido a                                         | Longitud en km | Estaciones | Estatus         |
| ----------------- | ---------------- | ---------------------- | --------------------------------------------------- | -------------- | ---------- | --------------- |
|                   | Fase 1           | 2020                   | Jiangbei University Town-Qixiangtai                 | 28.7           | 19         | En construcción |
|                   | Fase 2 (Sureste) | 2021                   | Chengxianglu - Sport Park/ Yidaeryuan - Taipingqiao | 2.9+15.2       | 4+14       | En construcción |
| Fase 2 (Noroeste) | 2023             | Taipingqiao-Sport Park | 13.7                                                | 11             |            | En construcción |